# Hauptsekretär
Hauptsekretär ist in Deutschland die Amtsbezeichnung eines Beamten in der Laufbahngruppe des mittleren Dienstes in der Bundes- oder Landesverwaltung im zweiten Beförderungsamt. Ohne Zusatz wird die Amtsbezeichnung regelmäßig bei obersten Bundesbehörden geführt. Häufigster Zusatz ist „Regierungs-“; die entsprechende Amtsbezeichnung lautet dementsprechend Regierungshauptsekretär (RHS) und wird grundsätzlich in der Laufbahn des mittleren nichttechnischen Verwaltungsdienstes geführt. Die nächsthöhere (Grund-)Amtsbezeichnung ist Amtsinspektor (drittes Beförderungsamt), die nächstniedrigere Obersekretär (erstes Beförderungsamt). Das Amt mit der (Grund-)Amtsbezeichnung Hauptsekretär ist in Besoldungsgruppe A 8 der Bundesbesoldungsordnung A des Bundesbesoldungsgesetzes oder der Besoldungsordnungen der Landesbesoldungsgesetze eingruppiert. Hauptsekretäre können die Befähigung für eine Laufbahn des mittleren Dienstes durch den erfolgreichen Abschluss eines Vorbereitungsdienstes erlangt haben oder sie haben die Laufbahnbefähigung durch Anerkennung erworben. Aufgrund guter dienstlicher Beurteilungen wurden sie nach dem Grundsatz der fachlichen Leistung bis in das zweite Beförderungsamt ihrer Laufbahn befördert. Hauptsekretäre sind meist in der Funktion als Bürosachbearbeiter eingesetzt und können Beamten des gehobenen Dienstes unterstellt sein.

## Zusätze und Entsprechungen
Zur Grundamtsbezeichnung Hauptsekretär existieren zahlreiche Zusätze und weitere Amtsbezeichnungen, die für ein Amt in Besoldungsgruppe A 8 vergeben werden. Neben der häufigsten Kombination von Grundamtsbezeichnung und Zusatz Regierungshauptsekretär werden im mittleren nichttechnischen Verwaltungsdienst die Amtsbezeichnungen Archivhauptsekretär und Bibliothekshauptsekretär geführt.
Die Amtsbezeichnung Hauptsekretär entspricht von der Besoldungsgruppe den Dienstgraden eines Hauptfeldwebels, eines Hauptbootsmannes, eines Oberfähnrichs und eines Oberfähnrich zur See der Bundeswehr. Diese vier Dienstgrade erhalten jedoch noch eine Amtszulage.
Beamte im mittleren auswärtigen Dienst führen die Amtsbezeichnung Regierungshauptsekretär (§ 1 Abs. 2 LAP-mDAAV 2004) und im mittleren Bankdienst bei der Deutschen Bundesbank die Amtsbezeichnung Bundesbankhauptsekretär (Anlage 1 (zu § 2 Abs. 2) BBankLV). Bei der Polizei wurde die Eingruppierung der Ämter im mittleren Dienst um eine Besoldungsgruppe angehoben, sodass die Amtsbezeichnungen im mittleren Polizeivollzugsdienst Polizeiobermeister (Anlage 1 (zu § 3 Abs. 2) BPolLV) und im mittleren Polizeivollzugsdienst beim Deutschen Bundestag Polizeiobermeister beim Deutschen Bundestag (Anlage (zu § 3) PolBTLV) lauten. Bei der Bundesagentur für Arbeit führen Beamte in einem in Besoldungsgruppe A 8 eingruppierten Amt die Amtsbezeichnung Hauptsekretär bei der Bundesagentur für Arbeit, in der Justizverwaltung Justizhauptsekretär, in der Steuerverwaltung Steuerhauptsekretär und bei der Zollverwaltung Zollhauptsekretär.
Im mittleren technischen Verwaltungsdienst lautet die Amtsbezeichnung grundsätzlich Technischer Regierungshauptsekretär (TRHS), im feuerwehrtechnischen Dienst Oberbrandmeister und im nautischen Dienst Schiffshauptsekretär.
Im agrar-, forst- und ernährungswissenschaftlichen sowie tierärztlichen Dienst, sofern forstliche Aufgaben wahrgenommen werden, lautet die Amtsbezeichnung Forsthauptsekretär.
In den auslaufenden Laufbahnen der Beamten bei den Postnachfolgeunternehmen und bei den Beamten des Bundeseisenbahnvermögens, die zur Wahrnehmung einer Tätigkeit bei der Deutschen Bahn beurlaubt oder zugewiesen sind, haben die entsprechenden Ämter des mittleren Dienstes die Amtsbezeichnungen Bundesbahnhauptsekretär (Laufbahn der Bundesbahnsekretäre; § 8 ELV), Technischer Bundesbahnhauptsekretär (Laufbahn der technischen Bundesbahnsekretäre; § 9 ELV), Hauptlokomotivführer (Laufbahn der Lokomotivführer; § 10 ELV), Hauptwerkmeister (Laufbahn der Werkstattmeister; § 11 ELV), Posthauptsekretär (mittlerer nichttechnischen Postverwaltungsdienst) und  Technischer Posthauptsekretär (mittlerer technischen Postverwaltungsdienst Anlage 1 (zu § 2 Abs. 2) PostLV).
Mit der Übernahme der Bundesfernstraßenverwaltung durch den Bund (Zuständigkeit: Fernstraßen-Bundesamt und Die Autobahn GmbH des Bundes) und der bisher mit dieser Aufgabe betrauten Landesbeamten technischer und nichttechnischer Laufbahnen wurde zur Grundamtsbezeichnung der neue Zusatz „Bundesfernstraßen-“ eingeführt. Die Amtsbezeichnungen lauten entsprechend Bundesfernstraßenhauptsekretär (mittlerer nichttechnischer Verwaltungsdienst) oder Technischer Bundesfernstraßenhauptsekretär (mittlerer technischer Verwaltungsdienst).